# Sergio Mastroianni
Sergio Mastroianni (Casagiove, 16 aprile 1965) è un ex cestista italiano.

## Carriera
Di ruolo playmaker, ha militato in Serie A nella Juvecaserta, Viola Reggio Calabria, Sebastiani Rieti, Fantoni Udine, Reyer Venezia, Banco di Sardegna Sassari, Partenope Napoli e De Vizia Avellino.
È stato inserito nel quintetto ideale all time dei 50 anni della serie A2.
Attualmente è avvocato civilista con studio in Caserta.